# Ischnopteris velledata
Ischnopteris velledata är en fjärilsart som beskrevs av Heinrich Benno Möschler 1881. Ischnopteris velledata ingår i släktet Ischnopteris och familjen mätare. Inga underarter finns listade i Catalogue of Life.